# Svenska Cupen 2024-2025
La Svenska Cupen 2024-2025 è stata la 69ª edizione del torneo, l'undicesima consecutiva col formato stagionale autunno-primavera. È iniziata il 14 maggio 2024 ed è terminata il 29 maggio 2025. La squadra campione in carica era il Malmö FF, che ha conquistato la sua sedicesima coppa nazionale nell'edizione 2023-2024.
La competizione è stata vinta dall'Häcken, che ha vinto la sua quarta coppa nazionale.

## Calendario
Di seguito il calendario della competizione.
| Fase        | Turno            | Date                       |
| ----------- | ---------------- | -------------------------- |
| Preliminari | 1º turno         | 14 maggio - 4 luglio 2024  |
| Preliminari | 2º turno         | 20-22 agosto 2024          |
| Fase finale | Fase a gironi    | 15 febbraio - 2 marzo 2025 |
| Fase finale | Quarti di finale | 8-9 marzo 2025             |
| Fase finale | Semifinali       | 15-16 marzo 2025           |
| Fase finale | Finale           | 29 maggio 2025             |

## Primo turno
Il sorteggio per il primo turno si è tenuto il 3 aprile 2024.
| Squadra 1       | Risultato       | Squadra 2            |
| --------------- | --------------- | -------------------- |
| 14 maggio 2024  |                 |                      |
| FBK Balkan      | 1 - 2 (dts)     | IFK Simrishamn       |
| 21 maggio 2024  |                 |                      |
| IFK Skövde      | 0 - 1           | IK Tord              |
| 22 maggio 2024  |                 |                      |
| Åstorps         | 0 - 2           | Eskilsminne          |
| IFK Tidaholm    | 1 - 4 (dts)     | Jönköpings Södra     |
| Enskede IK      | 1 - 0           | FC Arlanda           |
| 29 maggio 2024  |                 |                      |
| IK Franke       | 0 - 2           | Täby FK              |
| Styrsö BK       | 0 - 5           | FC Trollhättan       |
| IFK Haninge     | 0 - 4           | FC Stockholm Intern. |
| 3 giugno 2024   |                 |                      |
| Landvetter IS   | 0 - 4           | Falkenberg           |
| IF Lödde        | 0 - 4           | Ariana FC            |
| 5 giugno 2024   |                 |                      |
| Viggbyholms IK  | 1 - 1 (2-4 dtr) | Karlbergs BK         |
| 11 giugno 2024  |                 |                      |
| Torslanda IK    | 2 - 1           | Onsala               |
| Årsunda         | 2 - 1           | Korsnäs              |
| 12 giugno 2024  |                 |                      |
| Timmernabbens   | 1 - 5           | IFK Berga            |
| 17 giugno 2024  |                 |                      |
| Jönköpings BK   | 0 - 4           | Smedby AIS           |
| 19 giugno 2024  |                 |                      |
| Dalkurd         | 1 - 5           | Sollentuna FK        |
| Forward         | 0 - 5           | FBK Karlstad         |
| 20 giugno 2024  |                 |                      |
| Huddinge IF     | 3 - 2 (dts)     | Nacka FC             |
| Stegebors IF    | 2 - 4           | Nyköpings BIS        |
| 23 giugno 2024  |                 |                      |
| IFK Eskilstuna  | 1 - 2           | IFK Stocksund        |
| 25 giugno 2024  |                 |                      |
| FC Gute         | 2 - 1 (dts)     | Vasalund             |
| Sunnersta AIF   | 0 - 2           | FC Järfälla          |
| IF Haga         | 2 - 2 (4-3 dtr) | Borens IK            |
| Herrestads AIF  | 1 - 0           | Vänersborgs IF       |
| IK Zenith       | 0 - 3           | Tvååkers IF          |
| Kristianopels   | 1 - 3           | IFK Hässleholm       |
| 26 giugno 2024  |                 |                      |
| Skellefteå FF   | 1 - 2           | Piteå IF             |
| IFK Östersund   | 1 - 0           | Hudiksvalls FF       |
| 2 luglio 2024   |                 |                      |
| Kubikenborgs IF | 3 - 2           | Gottne IF            |
| Ängelholms FF   | 2 - 0           | Torns IF             |
| 3 luglio 2024   |                 |                      |
| Götaholms       | 3 - 2           | Gauthiod             |
| 4 luglio 2024   |                 |                      |
| Brålanda        | 2 - 4           | IF Karlstad          |

## Secondo turno
Al secondo turno partecipano le 32 squadre vincenti il primo turno, le 16 squadre provenienti dalla Superettan e le 16 squadre provenienti dalla Allsvenskan. Il sorteggio si è tenuto il 9 luglio 2024.
| Squadra 1            | Risultato   | Squadra 2       |
| -------------------- | ----------- | --------------- |
| 20 agosto 2024       |             |                 |
| Sollentuna FK        | 0 - 2       | Örebro          |
| FC Gute              | 1 - 3       | Västerås SK     |
| Tvååkers IF          | 1 - 3       | Trelleborg      |
| FC Stockholm Intern. | 1 - 0       | GIF Sundsvall   |
| Årsunda              | 0 - 5       | Skövde AIK      |
| IF Karlstad          | 1 - 3       | Sirius          |
| Jönköpings Södra     | 1 - 2       | IFK Värnamo     |
| Ängelholms FF        | 0 - 4       | Kalmar          |
| Herrestads AIF       | 0 - 2       | Helsingborg     |
| 21 agosto 2024       |             |                 |
| Nyköpings BIS        | 1 - 4       | Degerfors       |
| FBK Karlstad         | 2 - 3       | Sandvikens IF   |
| Karlbergs BK         | 2 - 1 (dts) | Östersund       |
| Götaholms            | 1 - 3       | Öster           |
| Kubikenborgs IF      | 1 - 7       | AIK             |
| IFK Östersund        | 0 - 5       | Brommapojkarna  |
| Piteå IF             | 1 - 3       | IFK Norrköping  |
| IFK Berga            | 1 - 2       | Örgryte         |
| Smedby AIS           | 1 - 2       | Utsiktens BK    |
| FC Trollhättan       | 2 - 4       | GAIS            |
| IF Haga              | 0 - 2       | Halmstad        |
| IFK Hässleholm       | 1 - 5       | Mjällby         |
| 22 agosto 2024       |             |                 |
| IFK Simrishamn       | 1 - 3       | Varberg         |
| Huddinge IF          | 0 - 1       | Gefle           |
| Enskede IK           | 1 - 2 (dts) | Brage           |
| Täby FK              | 0 - 2       | Oddevold        |
| Falkenberg           | 0 - 2       | Landskrona BoIS |
| Ariana FC            | 0 - 2       | IFK Göteborg    |
| 29 agosto 2024       |             |                 |
| IFK Stocksund        | 1 - 6       | Hammarby        |
| 2 ottobre 2024       |             |                 |
| IK Tord              | 1 - 2       | Häcken          |
| 10 ottobre 2024      |             |                 |
| FC Järfälla          | 1 - 6       | Djurgården      |
| 30 ottobre 2024      |             |                 |
| Eskilsminne          | 0 - 5       | Elfsborg        |
| 1 dicembre 2024      |             |                 |
| Malmö FF             | 5 - 2 (dts) | Torslanda IK    |

## Fase a gironi
Le 32 squadre vincenti il secondo turno sono state divise in 8 gironi da 4 squadre ciascuno. Per il sorteggio, effettuato il 3 dicembre 2024, sono stati creati due gruppi in base alla posizione delle squadre alla fine della stagione 2024: nel primo gruppo sono inserite le 16 migliori squadre, nel secondo gruppo le restanti 16. In ciascun girone le squadre si affrontano una volta sola. Le squadre migliori e le squadre provenienti dalla terza serie o inferiori hanno il diritto di giocare due partite in casa. Si qualificano ai quarti di finale le squadre prime classificate in ciascun gruppo.

### Girone 1
| Pos. | Squadra      | Pt | G | V | N | P | GF | GS | DR |
| ---- | ------------ | -- | - | - | - | - | -- | -- | -- |
| 1.   | Malmö FF     | 9  | 3 | 3 | 0 | 0 | 10 | 1  | +9 |
| 2.   | Västerås SK  | 6  | 3 | 2 | 0 | 1 | 4  | 4  | 0  |
| 3.   | Utsiktens BK | 3  | 3 | 1 | 0 | 2 | 4  | 5  | -1 |
| 4.   | Skövde AIK   | 0  | 3 | 0 | 1 | 2 | 3  | 6  | -3 |

### Girone 2
| Pos. | Squadra              | Pt | G | V | N | P | GF | GS | DR |
| ---- | -------------------- | -- | - | - | - | - | -- | -- | -- |
| 1.   | Hammarby             | 7  | 3 | 2 | 1 | 0 | 6  | 2  | +4 |
| 2.   | FC Stockholm Intern. | 6  | 3 | 2 | 0 | 1 | 4  | 4  | 0  |
| 3.   | Kalmar               | 3  | 3 | 1 | 0 | 2 | 4  | 5  | -1 |
| 4.   | Varberg              | 1  | 3 | 0 | 1 | 2 | 3  | 6  | -3 |

### Girone 3
| Pos. | Squadra     | Pt | G | V | N | P | GF | GS | DR |
| ---- | ----------- | -- | - | - | - | - | -- | -- | -- |
| 1.   | Trelleborg  | 7  | 3 | 2 | 1 | 0 | 7  | 4  | +3 |
| 2.   | AIK         | 5  | 3 | 1 | 2 | 0 | 4  | 2  | +2 |
| 3.   | Degerfors   | 4  | 3 | 1 | 1 | 1 | 4  | 4  | 0  |
| 4.   | IFK Värnamo | 0  | 3 | 0 | 0 | 3 | 5  | 9  | -4 |

### Girone 4
| Pos. | Squadra       | Pt | G | V | N | P | GF | GS | DR |
| ---- | ------------- | -- | - | - | - | - | -- | -- | -- |
| 1.   | IFK Göteborg  | 9  | 3 | 3 | 0 | 0 | 9  | 3  | +6 |
| 2.   | Djurgården    | 4  | 3 | 1 | 1 | 1 | 7  | 6  | +1 |
| 3.   | Sandvikens IF | 3  | 3 | 1 | 0 | 2 | 1  | 5  | -4 |
| 4.   | Oddevold      | 1  | 3 | 0 | 1 | 2 | 2  | 5  | -3 |

### Girone 5
| Pos. | Squadra         | Pt | G | V | N | P | GF | GS | DR  |
| ---- | --------------- | -- | - | - | - | - | -- | -- | --- |
| 1.   | Mjällby         | 9  | 3 | 3 | 0 | 0 | 12 | 0  | +12 |
| 2.   | Halmstad        | 6  | 3 | 2 | 0 | 1 | 6  | 3  | +3  |
| 3.   | Landskrona BoIS | 3  | 3 | 1 | 0 | 2 | 3  | 7  | -4  |
| 4.   | Gefle           | 0  | 3 | 0 | 0 | 3 | 1  | 12 | -11 |

### Girone 6
| Pos. | Squadra        | Pt | G | V | N | P | GF | GS | DR |
| ---- | -------------- | -- | - | - | - | - | -- | -- | -- |
| 1.   | IFK Norrköping | 9  | 3 | 3 | 0 | 0 | 9  | 3  | +6 |
| 2.   | GAIS           | 6  | 3 | 2 | 0 | 1 | 6  | 4  | +2 |
| 3.   | Karlbergs BK   | 6  | 3 | 1 | 0 | 2 | 3  | 5  | -2 |
| 4.   | Örebro         | 0  | 3 | 0 | 0 | 3 | 4  | 10 | -6 |

### Girone 7
| Pos. | Squadra        | Pt | G | V | N | P | GF | GS | DR |
| ---- | -------------- | -- | - | - | - | - | -- | -- | -- |
| 1.   | Elfsborg       | 7  | 3 | 2 | 1 | 0 | 5  | 2  | +3 |
| 2.   | Brommapojkarna | 5  | 3 | 1 | 2 | 0 | 4  | 1  | +3 |
| 3.   | Örgryte        | 3  | 3 | 1 | 0 | 2 | 4  | 7  | -3 |
| 4.   | Brage          | 1  | 3 | 0 | 1 | 2 | 1  | 4  | -3 |

### Girone 8
| Pos. | Squadra     | Pt | G | V | N | P | GF | GS | DR |
| ---- | ----------- | -- | - | - | - | - | -- | -- | -- |
| 1.   | Häcken      | 6  | 3 | 2 | 0 | 1 | 7  | 3  | +4 |
| 2.   | Öster       | 6  | 3 | 2 | 0 | 1 | 4  | 3  | +1 |
| 3.   | Sirius      | 6  | 3 | 2 | 0 | 1 | 4  | 4  | 0  |
| 4.   | Helsingborg | 0  | 3 | 0 | 0 | 3 | 2  | 7  | -5 |

## Quarti di finale
| Squadra 1      | Risultato   | Squadra 2  |
| -------------- | ----------- | ---------- |
| 8 marzo 2025   |             |            |
| Mjällby        | 0 - 1       | Häcken     |
| 9 marzo 2025   |             |            |
| IFK Göteborg   | 4 - 0       | Hammarby   |
| IFK Norrköping | 3 - 1 (dts) | Trelleborg |
| 10 marzo 2025  |             |            |
| Malmö FF       | 1 - 0 (dts) | Elfsborg   |

## Semifinali
| Squadra 1     | Risultato   | Squadra 2      |
| ------------- | ----------- | -------------- |
| 16 marzo 2025 |             |                |
| Häcken        | 3 - 1       | IFK Norrköping |
| Malmö FF      | 3 - 2 (dts) | IFK Göteborg   |

## Finale
| Arbitro: | Glenn Nyberg |

|                                       |                      |                                                 |
| Hakšabanović Berg Busanello Rosengren | Tiri di rigore 2 – 4 | Gustafson Leach Holm Lundqvist Berisha Andersen |